# Бубу Сіссе
Бубу Сіссе (фр. Boubou Cissé нар. 1974) — малійський політик, прем'єр-міністр Малі (23 квітня 2019 — 19 серпня 2020). Колишній міністр економіки і фінансів, а також шахт та промисловості.

## Ранні роки
Отримав ступінь магістра в Університеті Оверні і ступінь доктора економічних наук в Університеті Екс-Марсель.

## Кар'єра
Сіссе почав свою кар'єру як економіст у Світовому банку у Вашингтоні, округ Колумбія, в 2005 році. В 2008 році він був призначений головним економістом і директором проектів в своєму відділі розвитку людського потенціалу. Пізніше він працював в Нігерії і Нігері як постійний представник у Світовому банку.
Сіссе був призначений прем'єр-міністром Малі в 2019 році після відставки Сумейлу Бубейе Маїга і його уряду. Був міністром промисловості і шахт в 2013 році, міністром шахт в квітні 2014 року і міністром економіки і фінансів в 2016.
Бубу Сіссе відвідував початкову школу в Бамако в школі Мамаду Конате, а потім в основній школі Н'Томікоробугу. Після початкового навчання він навчався у Федеративній Республіці Німеччині, а потім в Об'єднаних Арабських Еміратах.
Він продовжив навчання в університеті у Франції, в Клермон-Феррані, де здобув ступінь магістра в галузі економіки, а потім ступінь УПБН з економіки розвитку. В 2004 році він здобув докторський ступінь з економіки в Університеті Екс-Марсель.
Розпочав свою професійну кар'єру економістом у Світовому банку у 2005 році. В 2008 році був призначений старшим економістом та директором проекту у Відділі розвитку людського потенціалу. Потім він працює в Нігерії і Нігері в якості постійного представника Світового банку.
Бубу Сіссе призначений міністром промисловості і рудників Малі в 2013 році і міністром рудників у квітні 2014 року. Був міністром економіки і фінансів з січня 2016 року по 22 квітня 2019. 
З 23 квітня 2019 — прем'єр-міністр Малі.